# 32599 Pedromachado
32599 Pedromachado este o planetă minoră (asteroid), cu un diametru de 2,769 km, din centura de asteroizi. A fost descoperită pe 23 august 2001 la Stația Anderson Mesa de Lowell Observatory Near-Earth-Object Search. 
Obiectul prezintă o orbită caracterizată de o semiaxă mare de 2,7583944 UAi, o excentricitate de 0,08, o înclinație de 1,8214 ° în raport cu ecliptica.